# 中国中央电视台电视剧频道
中国中央电视台电视剧频道是中国中央电视台拥有的一条以普通话广播、以播放电视剧为主的频道，是全国唯一全天候24小时播出电视剧的国家级电视专业频道。该频道替代原有的中国中央电视台文艺频道，于1999年5月3日开播，通过亚太1A卫星覆盖中国大陆。该频道曾连续多年获得全国上星频道收视份额冠军。

## 历史与发展
该频道原为北京地区专属地面频道，在北京无线8频道播出。1986年1月1日，由于央视对外播出的“第三套节目”（与CCTV-2共用8频道，分时段播出）开播，该频道改为“中央电视台第四套节目”，原第三套则改为北京无线15频道播出。当时属于综合类频道，只在晚间播出节目，亦会播出《新闻联播》，但节目信号则可覆盖华北地区与辽宁省东部与中部地区。
1993年8月8日，通过“中星5号”卫星传送向全国播出，播出时间为每天8:25至0:00左右。节目内容以文艺节目和体育节目为主，频道定位为以文体为主的综合频道。
1995年11月30日，该频道更名为“中国中央电视台文艺频道”，并正式上星覆盖全国，台标进行微调，数字“3”改为正方形状，在北京无线改为29频道播出。
1996年1月15日，原中国中央电视台文艺频道（老CCTV-3）与1996年1月1日开播的原中国中央电视台戏曲·音乐频道（老CCTV-8）对调频道序号，后者为现综艺频道的前身。
1999年5月3日起，该频道改版并更名为“中国中央电视台影视剧频道”，包装为电影胶片组成的“8”字二级标识并搭配双线美术字CCTV标识，用黑体标注频道名称，之后的版本中仍保留该标识。开播后仅使用了三个月，同年8月30日呼号微调为电视剧频道并至今。中国中央电视台电视剧频道改版并更换新包装（使用至2002年5月24日）。
2001年7月9日晚，该频道开始启用第一代双线勺标，并使用与央视其他频道统一的频道呼号（总编室版ID），背景为黑色背景；同年8月17日，该频道台标做出微调，将双线“CCTV”台标高亮化、勺标透明化、序号“8”由空心改为实心。
2002年5月25日，中国中央电视台电视剧频道再次更换新包装（该版ID由苏扬配音）。
2005年5月1日起，中国中央电视台电视剧频道再次改版，同时改为全天24小时播出，老版“8字标”停用。
2010年9月，中国中央电视台电视剧频道再次更换新包装（使用至2011年6月30日），同时开始使用CCTV-8，好剧到您家的口号（该版ID由刚强配音）。
2011年1月1日凌晨，中国中央电视台对所有频道进行了统一的调整并更换频道标志，中国中央电视台电视剧频道的频道标志下方加上“电视剧”字样。
2011年7月1日，中国中央电视台电视剧频道再次更换新包装（该版ID由李易配音），同时开始使用中国第一电视剧频道的口号。
2012年9月28日，中国中央电视台电视剧频道开始进行高清、标清同步播出。
2013年6月22日，中国中央电视台电视剧频道开始再次采用新包装（该版ID由孙悦斌配音），并采用新口号：天下好故事，尽在8频道。
2015年8月17日凌晨，该频道标清版台标横向压缩，以适应16:9格式，同时播出16:9节目时画面横向压缩成4:3。
2016年4月1日，中国中央电视台电视剧频道再次更换新包装，同时开始采用全新口号：为我停留，为你守候。
2019年10月24日，中国中央电视台电视剧频道全新改版，并更换以数字“8”为主体的频道包装。自启用新包装之日起，该频道未有使用任何新口号，且原口号停止使用。

## 节目

### 现播出节目

#### 频道自制栏目
- 《星推荐》
- 《剧说很好看》[註 2]

#### 电视剧时段
- 夜间档：23:10/00:00-04:00（深夜剧场，五/六集连播[註 3]）、04:30-07:30（早间剧场，四集连播[註 4]）
- 日间档：08:00-12:00（魅力剧场，五集连播[註 5]）、12:30-16:30（佳人剧场，四集连播[註 6]）、16:30-19:30（热播剧场，三集连播[註 7]）
- 黄金时段：按照不同电视剧采取不同的编排方案[註 8]。

| 时间  | 编排方案一            | 编排方案二          | 编排方案三            | 编排方案四          |
| ----- | --------------------- | ------------------- | --------------------- | ------------------- |
| 19:30 | 剧一（黄金档，2集）   | 剧一（黄金档，2集） | 剧一（黄金档，2集）   | 剧一（黄金档，3集） |
| 20:20 | 剧一（黄金档，2集）   | 剧一（黄金档，2集） | 剧一（黄金档，2集）   | 剧一（黄金档，3集） |
| 21:30 | 剧二（次黄金档，2集） | 剧二（黄金档，1集） | 剧二（次黄金档，3集） | 剧一（黄金档，3集） |
| 22:20 | 剧二（次黄金档，2集） | 剧三（深夜档，1集） | 剧二（次黄金档，3集） | 剧二（深夜档，2集） |
| 23:10 | 接夜间档              | 接夜间档            | 剧二（次黄金档，3集） | 剧二（深夜档，2集） |

### 曾播出栏目
- 《影视同期声》
- 《影视俱乐部》
- 《走进电视》
- 《世界各地》
- 《世界影视博览》
- 《动物世界》[註 9]
- 《影视金曲》
- 《世界文化广场》

### 曾设电视剧播出时段
- 《世界影视城》
- 《原声影视》
- 《家庭剧院》
- 《百姓剧场》→《快乐剧场》→《午间剧场》[註 10]
- 《海外剧场》、《每日佳艺》、《环球影院》[註 11]
- 《少儿剧苑》→《青春剧苑》→《温馨剧场》→《亚洲剧场》→《家庭剧场》[註 12]